# Richard Quitzow
Richard Friedrich Johannes Gustav Quitzow (* 28. August 1853 in Güstrow; † 13. Juni 1927) war ein deutscher Buchhändler und Politiker.

## Leben
Richard Quitzow gründete im August 1880 in Lübeck eine Sortimentsbuchhandlung unter der Firmierung Richard Quitzow und der Adresse Königstraße 28, gegenüber dem Katharineum. Hier betrieb der Inhaber auch Kunsthandel sowie einen Journal-Lesezirkel. 1884 erwarb er das Lübecker Bürgerrecht. Am 9. August 1920 trat sein Sohn Otto Quitzow als persönlich haftender Gesellschafter in die Firma ein. Die Verlagsbuchhandlung bestand bis Ende der 1960er Jahre in Lübeck und ging in der Buchhandlung Weiland in Lübeck auf, heute Hugendubel.
Um 1901 bis 1905 war Richard Quitzow Mitglied der Lübecker Bürgerschaft, also Abgeordneter eines deutschen Landesparlaments, und seit dem 15. Juli 1901 Mitglied von deren Bürgerausschuss.